# Pierre Abraham
Pierre Abraham, pseudonimo di Pierre Bloch (Parigi, 1º marzo 1892 – Parigi, 20 maggio 1974), è stato un giornalista, saggista e critico letterario francese.
Era fratello dello scrittore Alex-Richard Bloch (1884-1947)

## Biografia
Dopo aver frequentato l'École polytechnique, Pierre partecipò come ufficiale d'aviazione alla prima guerra mondiale. Dopo la guerra, il fratello Jean-Richard lo coinvolse nell'ambiente letterario stimolandolo a scrivere. Collaborò con la rivista mensile Europe di Romain Rolland (e della quale diverrà in seguito direttore) e dal 1935 con la Encyclopédie française.
Durante la seconda guerra mondiale, partecipò alla resistenza francese e alla liberazione di Nizza, dove fu consigliere comunale dal 1947 al 1959. Tenente colonnello di riserva della Aeronautica militare francese, venne nominato, dopo la Liberazione, segretario della direzione d'aviazione degli alleati a Berlino.
Divenne direttore della rivista Europe, dove pubblicò saggi di critica letteraria sulla maggior parte dei numeri dal 1949 al 1974. In qualità di membro del PCF, collaborò anche al settimanale Les Lettres françaises, fino al 1960.
Negli ultimi anni diresse con Roland Desné l'opera collettiva Histoire littéraire de la France (1974, in 10 voll).

## Opere
- Balzac. Recherche sur la création intellectuelle, Rieder, 1929
- Figures, Gallimard, 1929
- Proust, Rieder, 1930
- Créatures chez Balzac, Gallimard, 1930
- Le physique au théâtre, Coutan-Lambert, 1933
- Une figure, deux visages, 1934
- Tiens bon la rampe, romanzo, 1951
- Brecht, Éditeurs Français Réunis, 1957
- Les trois frères, Éditeurs Français Réunis, 1971
- Freud, Éditeurs Français Réunis, 1974
- Manuel d'histoire littéraire de la France (a cura di), 1974, trad. Storia della letteratura francese, a cura di Lanfranco Binni, 3 voll., Milano: Garzanti, 1985